# منظمة الشباب الكاثوليكية في سيراليون
منظمة الشباب الكاثوليكية في  سيراليون (بالإنجليزية: Catholic Youth Organization Sierra Leone)‏ (اختصار CYO Sierra Leone) هي منظمة شبابية كاثوليكية في سيراليون، وعضو في المظلة الكاثوليكية لمنظمات الشباب الكاثوليكي.

## التاريخ
أثناء أزمة الإيبولا في غرب إفريقيا في عام 2014، انضمت منظمة الشباب الكاثوليكية في سيراليون إلى مكافحة فيروس الإيبولا من خلال دعم منازل الحجر الصحي، وتم دعم هذه المبادرة من خلال التبرع بنسبة 0.7٪ من المنظمة الألمانية الشريكة لمنظمة الشباب الكاثوليكية في سيراليون.